# خا-۲۵

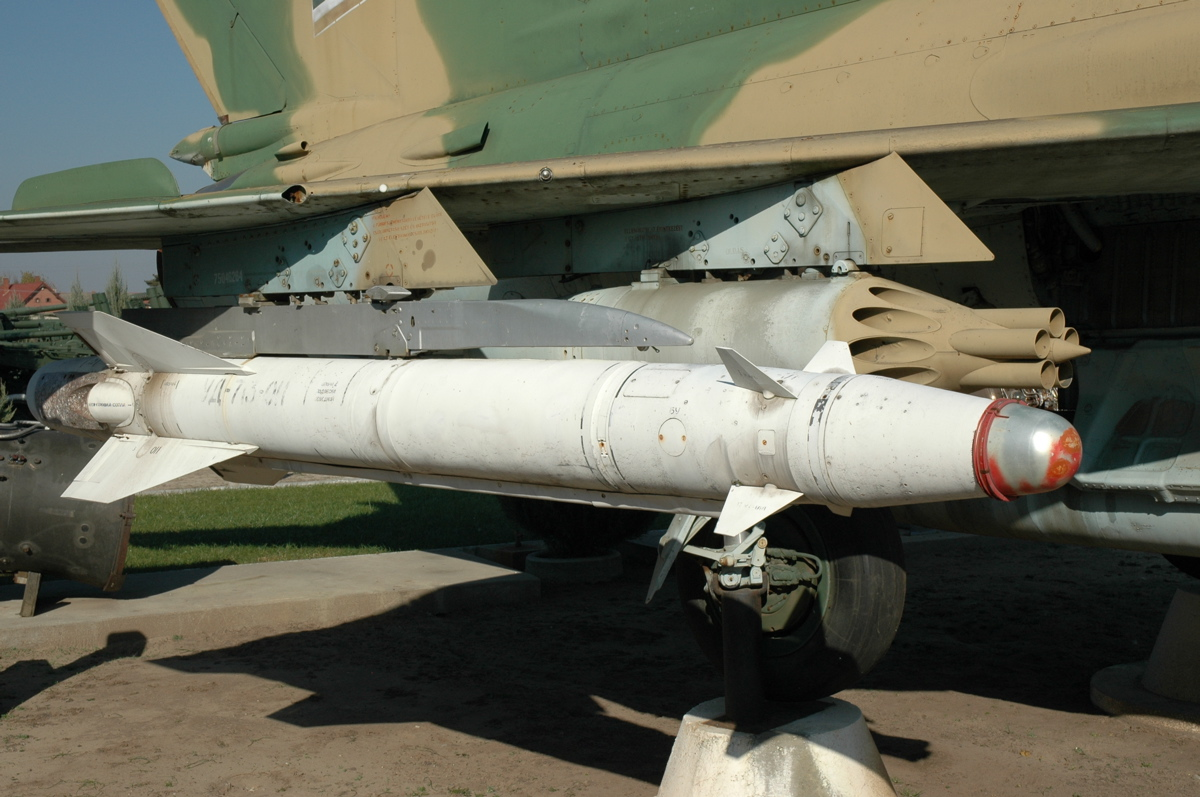
کی-اچ-۲۵ام‌ال

خا-۲۵ (به روسی: Х-25)، نام ناتو: ناتو: آاس-۱۰ کارن، خانواده‌ای از موشک‌های هوابه‌زمین سبک‌وزن روسی با برد حدود ۱۰ کیلومتر است. نوع ضدرادار این موشک که به آاس-۱۲ کگلر معروف است بردی تا ۴۰ کیلومتر دارد.
این موشک بر ازای موشک خا-۶۶ طراحی شده که از سال ۱۹۶۸ وارد ارتش شوروی شده بود. خا-۲۵ در سال ۱۹۷۵ برای خدمت در ارتش شوروی پذیرفته شد.
نوع ضد رادار آن که به خا-۲۷ هم معروف است در سال ۱۹۸۰ وارد فعالیت نظامی در ارتش شوروی شده و جای موشک سنگین‌تر خا-۲۸ را گرفت.
این موشک دومین نسل از تولیدات ضدموشکی روسیه محسوب می‌شود و توسط بیشتر جنگنده‌های روسی از جمله سوخو-۱۷ (و ۲۰ و ۲۲)، سوخو سو-۲۵، سوخو سو-۲۴، سوخو سو-۲۷، میگ-۲۱، میگ-۲۳، میگ-۲۷ و میگ-۲۹ قابل به‌کارگیری است. کگلر (مدل ضدرادار) هم توسط میگ-۲۳/۲۷، سوخو-۱۷/۲۲، سوخو-۲۴ و سوخو-۲۵ استفاده می‌شود.

## مشخصات موشک
- طول: ۸۵/۳ متر
- قطر: ۳۰ سانتیمتر
- پهنای بال: ۹۰ سانتیمتر